# Anna Smith (tennis)
Anna Smith (Redhill, 14 augustus 1988) is een tennisspeelster uit Groot-Brittannië. Zij begon op tienjarige leeftijd met tennis. Haar favoriete ondergrond is hardcourt. Zij speelt rechtshandig en heeft een tweehandige backhand.

## Loopbaan
In 2005 won zij haar eerste ITF-dubbelspeltoernooi met Rebecca Llewellyn, in Wrexham (Wales). Op heden(juli 2018) bezit zij 28 ITF-titels in het dubbelspel, en vijf in het enkelspel.
Op de WTA-toernooien bereikte zij in het dubbelspel al vier keer de finale, alvorens zij in 2017 haar eerste titel wist te winnen, samen met de Amerikaanse Nicole Melichar in Neurenberg.
In de periode 2015–2018 maakte Smith deel uit van het Britse Fed Cup-team – zij kwam uitsluitend in het dubbelspel uit en behaalde daarin een winst/verlies-balans van 6–1.

## Posities op deWTA-ranglijst
Positie per einde seizoen:
| jaar | rang enkelspel | rang dubbelspel |
| ---- | -------------- | --------------- |
| 2005 | 660            | 725             |
| 2006 | 516            | 597             |
| 2007 | 449            | 384             |
| 2008 | 373            | 181             |
| 2009 | 435            | 175             |
| 2010 | 303            | 135             |
| 2013 | 650            | 262             |
| 2014 | 494            | 93              |
| 2015 | –              | 76              |
| 2016 | –              | 84              |
| 2017 | –              | 48              |

## Palmares
| Legenda                 |
| ----------------------- |
| Grandslamtoernooi       |
| Olympische Spelen       |
| Year-End Championships  |
| Premier Mandatory       |
| Premier Five / WTA 1000 |
| Premier / WTA 500       |
| International / WTA 250 |
| Challenger / WTA 125    |

### WTA-finaleplaatsen enkelspel
geen

### WTA-finaleplaatsen vrouwendubbelspel
| nr.              | finale     | toernooi          | ondergrond    | partner         | tegenstandsters                        | score            |         |
| ---------------- | ---------- | ----------------- | ------------- | --------------- | -------------------------------------- | ---------------- | ------- |
| gewonnen finales |            |                   |               |                 |                                        |                  |         |
| 1.               | 2017-05-27 | WTA Neurenberg    | gravel        | Nicole Melichar | Kirsten Flipkens Johanna Larsson       | 3-6, 6-3, [11-9] | details |
| verloren finales |            |                   |               |                 |                                        |                  |         |
| 1.               | 2014-07-20 | WTA Båstad        | gravel        | Jocelyn Rae     | Andreja Klepač María Teresa Torró Flor | 1-6, 1-6         | details |
| 2.               | 2015-06-15 | WTA Nottingham    | gras          | Jocelyn Rae     | Raquel Kops-Jones Abigail Spears       | 6-3, 3-6, [9-11] | details |
| 3.               | 2016-09-17 | WTA Japan (Tokio) | hardcourt     | Jocelyn Rae     | Shuko Aoyama Makoto Ninomiya           | 3-6, 3-6         | details |
| 4.               | 2016-11-20 | WTA Limoges       | hardcourt (i) | Renata Voráčová | Elise Mertens Mandy Minella            | 4-6, 4-6         | details |
| 5.               | 2017-10-20 | WTA Moskou        | hardcourt (i) | Nicole Melichar | Tímea Babos Andrea Hlaváčková          | 2-6, 6-3, [3-10] | details |
| 6.               | 2018-04-29 | WTA Istanbul      | gravel        | Xenia Knoll     | Liang Chen Zhang Shuai                 | 4-6, 4-6         | details |

## Resultaten grandslamtoernooien
| Legenda | Legenda                          |
| ------- | -------------------------------- |
| g.t.    | geen toernooi gehouden           |
| l.c.    | lagere categorie                 |
| –       | niet deelgenomen                 |
| G       | uitgeschakeld in de groepsfase   |
| 1R      | uitgeschakeld in de eerste ronde |
| 2R      | uitgeschakeld in de tweede ronde |
| 3R      | uitgeschakeld in de derde ronde  |
| 4R      | uitgeschakeld in de vierde ronde |
| KF      | uitgeschakeld in de kwartfinale  |
| HF      | uitgeschakeld in de halve finale |
| F       | de finale verloren               |
| W       | het toernooi gewonnen            |
| w-v     | winst/verlies-balans             |

### Enkelspel
geen deelname

### Vrouwendubbelspel
| toernooi        | 2008 | 2009 | 2010 |    | 2014 | 2015 | 2016 | 2017 | 2018 |
| --------------- | ---- | ---- | ---- | -- | ---- | ---- | ---- | ---- | ---- |
| Australian Open | –    | –    | –    | –  | –    | 3R   | 1R   | 1R   |      |
| Roland Garros   | –    | –    | –    | –  | –    | 2R   | 2R   | 1R   |      |
| Wimbledon       | 1R   | 1R   | 1R   | 1R | 2R   | 1R   | 1R   |      |      |
| US Open         | –    | –    | –    | –  | 1R   | –    | 1R   |      |      |

### Gemengd dubbelspel
| toernooi        | 2010 |    | 2014 | 2015 | 2016 | 2017 | 2018 |
| --------------- | ---- | -- | ---- | ---- | ---- | ---- | ---- |
| Australian Open | –    | –  | –    | –    | –    | –    |      |
| Roland Garros   | –    | –  | –    | –    | –    | –    |      |
| Wimbledon       | 3R   | 1R | 1R   | 3R   | 2R   | 2R   |      |
| US Open         | –    | –  | –    | –    | –    |      |      |